# Eulamprotes

Eulamprotes är ett släkte av fjärilar som beskrevs av John David Bradley 1971. Eulamprotes ingår i familjen stävmalar, Gelechiidae.

## Dottertaxa tillEulamprotes, i alfabetisk ordning[2][1]
| Eulamprotes atrella       |  | Svart dystermal        |                                               |  |
| Eulamprotes germarella    |  |                        |                                               |  |
| Eulamprotes helotella     |  |                        |                                               |  |
| Eulamprotes immaculatella |  | Klittdystermal         | (Gelechia immaculatella enl. Catalog of Life) |  |
| Eulamprotes isostacta     |  |                        |                                               |  |
| Eulamprotes ochricapilla  |  |                        |                                               |  |
| Eulamprotes phaeella      |  | Blydystermal           |                                               |  |
| Eulamprotes plumbella     |  | Mindre silverdystermal |                                               |  |
| Eulamprotes superbella    |  | Enfärgad dystermal     |                                               |  |
| Eulamprotes unicolorella  |  | Större silverdystermal |                                               |  |
| Eulamprotes wilkella      |  |                        |                                               |  |

## Bildgalleri

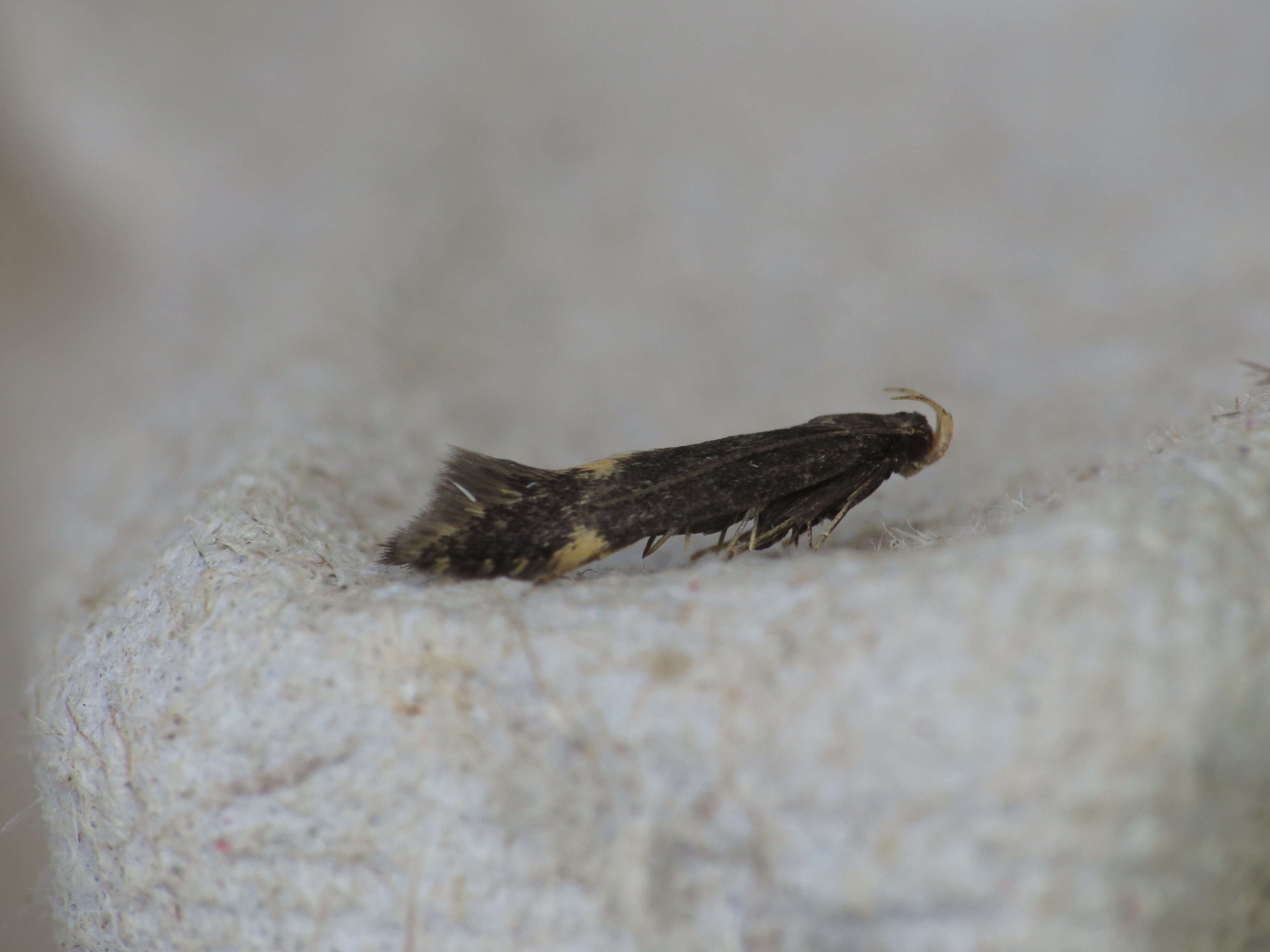
Eulamprotes atrella
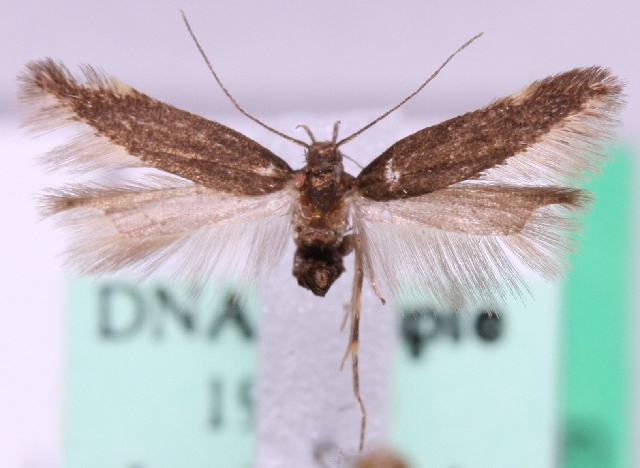
Eulamprotes plumbella
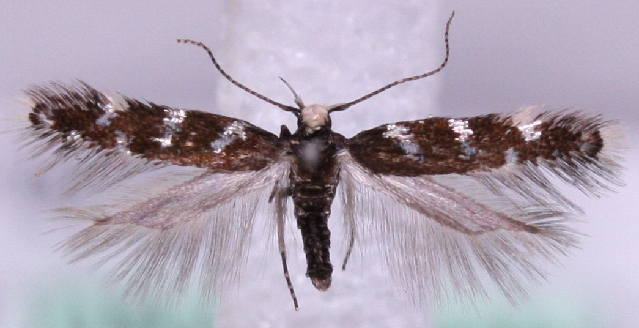
Eulamprotes superbella